# Mette Jacobsen
Mette Jacobsen (født 24. marts 1973 i Nakskov) er dansk svømmer og et af de største danske idrætsnavne nogensinde.
Mette Jacobsen startede med at svømme som 6-årig i Nakskov Svømmeklub på Lolland. Hun svømmede i Nakskov indtil hun i 2000 blev ansat som idrætsambassadør i Farum og skiftede til Farum Svømmeklub. I 2003 skiftede hun til West Swim Esbjerg.
Hun har vundet 36 EM- og VM-medaljer og deltaget ved fem olympiske lege. Som den eneste svømmer har hun været finalist ved alle fem OL. 15. november 2006 meddelte hun, at hun ikke længere kunne honorere kravene til at være landsholdssvømmer, og konsekvensen var derfor, at hun måtte stoppe sin meget lange karriere.

## Fakta
- Uddannelse: Fysioterapeut.
- Klub: West Swim Esbjerg.
- Medaljer: 36 EM- og VM-medaljer, heraf 32 individuelle. 3 VM guld og 7 EM guld.
- OL: Fem deltagelser:1988, 1992, 1996, 2000, 2004. Finalist alle gange som den eneste svømmer i verden. Bedste placering en fjerdeplads ved OL 2000.
- Andre titler: 52 World Cup-sejre.
- Rekorder: 3 europarekorder, 66 individuelle nordiske rekorder, 131 individuelle danske rekorder.

## Hædersbevisninger
- Årets Fund (Politiken) 1988
- Årets Sportspræstation (BT) 1991
- Årets Sportsnavn (Jyllands Posten/DIF) 1991 og 1995